# Книга скорбящей коровы
«Книга скорбящей коровы» (англ. The Book of the Dun Cow) — сказка-притча американского писателя Уолтера Уангерина (англ. Walter Wangerin)
Первый раз книга была издана в США в 1979 году в мягкой обложке.
Впервые на русском языке напечатана в 1999 году издательством «Терра» (перевод Е. Волковыский)
В США книга получила множество премий: Национальную книжную премию Америки 1980 года (в разделе фантастика), Национальные премии 1980—1983 годов в нескольких категориях .
В 2006 году по мотивам книгиThe Prospect Theatre Company был поставлен мюзикл на Бродвее.
Книга получила продолжение: непереведённая на русский язык «Книга печалей» (1985) и «Мир в Конце» (2013).

## Сюжет
Уолтер Уангерин и исследователи указывают на отсыл книги к библейским традициям, рассматривая в приключениях героев книги (изображённых различными животными) Евангельских персонажей. Указывается на связь с Кентерберийскими рассказами Джеффри Чосера.
- Главный герой — Петух Шантеклер, Петух-Повелитель .
- Другой петух-повелитель Сенекс
- Сын зла — Кокатрисс
- Пёс Мундо Кани
- Куры (Берилл, Халцедон, Гиацинт, Прекрасная Пертелота и др.)
- Хорёк Джон Уэсли
- Крыс Эбенезер
- Вдовушка Мышка
- Мышата
- Здравомыслящий Лис лорд Рассел
- Муравьи
- Обитатели страны Кокатрисса (Жаба, Кабан, Мыш и др.)

Начинается книга с истории о том, как зло появилось в мире (курятнике).
В главе 4 описывается космогония автора, где Земля находится в центре вселенной, заселённая десятками тысяч существ. Создатель назначил Шантеклера главным среди других животных, призванных быть «Охраняющими, Дозорными». Все они защищали Землю от Зла.
Внутри же Земли обитало зло, имя которому Уирм — огромный Змей. Змей был мудр и могуч, а животные слабы и глупы. Но так уж было устроено: « Глупое стадо охраняло все мироздание от самой мудрости».(Книга скорбящей коровы. Стр. 41).
Однажды Уирм решил захватить этот Мир, послав своё проявление в виде новорождённого цыплёнка, который вырос и стал наместником Зла — Кокатриссом. Он быстро захватил часть Земли.
Шантеклер начинает борьбу с чудовищем Кокатриссом. Ему пришлось пережить множество невзгод. Первая часть книги заканчивается свадьбой Шантеклера и Прекрасной Пертелоты. « Око Создателя на Господине и Госпоже наших. Да пребудет на них милость Его» (Книга Скорбящей Коровы. Стр.118).
Во второй части рассказывается, как Кокатрисс правил в своей части Земли.
О Великом Потопе, который обрушился на Землю.
Потом читатель узнаёт о первой стычке Шантеклера с Врагом, о невзгодах пришедших в благополучный курятник.
Мы узнаем о Молитве Шантеклера и его встрече со Скорбящей Коровой.
Шантеклер собирает животных на борьбу со Злом. Начинается Великая Битва, которая на первых порах заканчивается ничем, неустойчивым равновесием сил.
В третьей части книги рассказывается о подготовке к новой войне и новой схватке. Битвы следуют одна за другой. В итоге Шантеклер вроде бы побеждает, но теряет веру, силы, знания. Он полностью раздавлен и опустошён, тем более что Пёс Мундо Кани (который оказался настоящим героем) попал в лапы врага и оказался в подземном мире вместе со Змеем Уирмом.
Именно Пёс, которого считали слабым и никчёмным, спас этот Мир. Правда очень дорогой ценой.